# مطبخ أبخازي

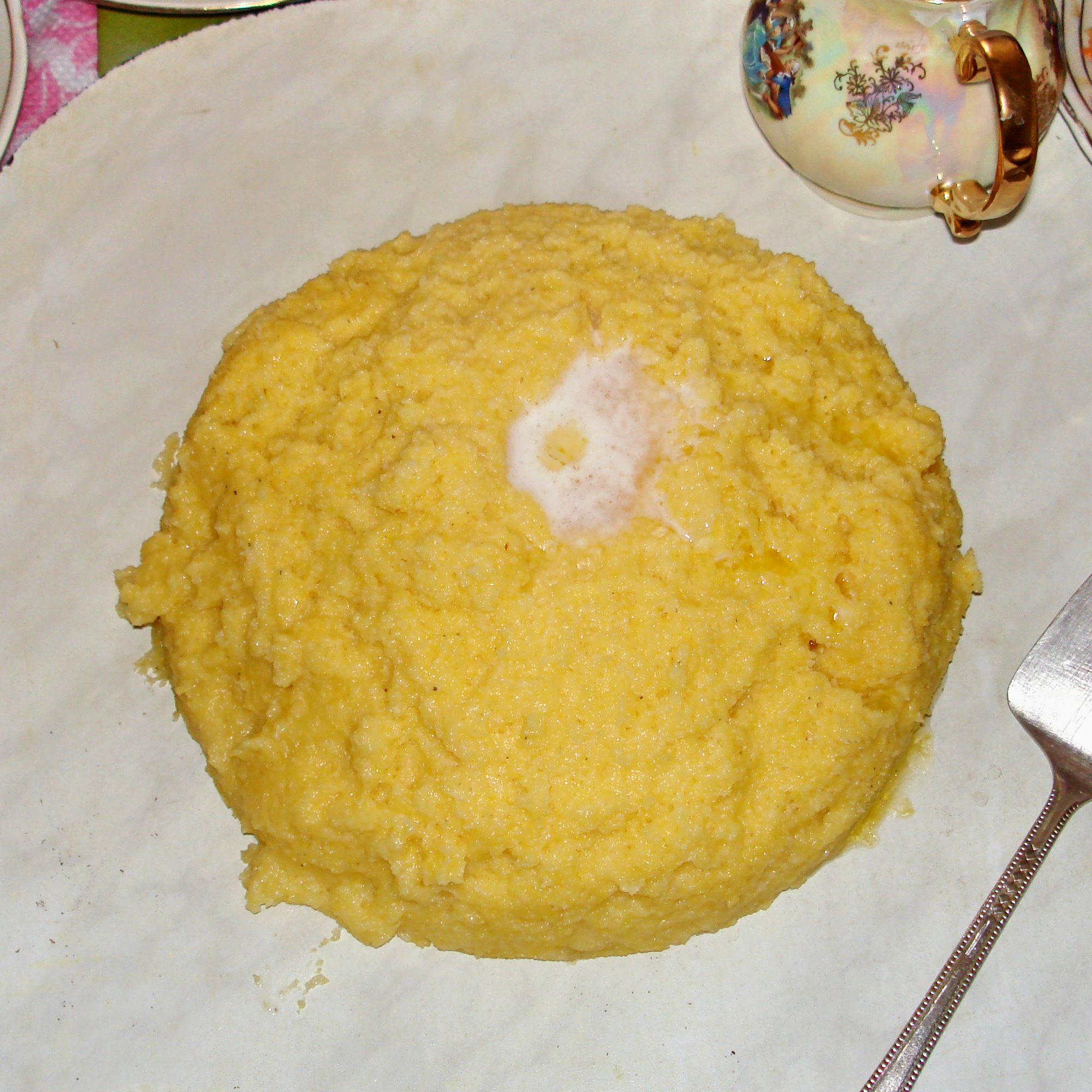
عصيدة الذرة

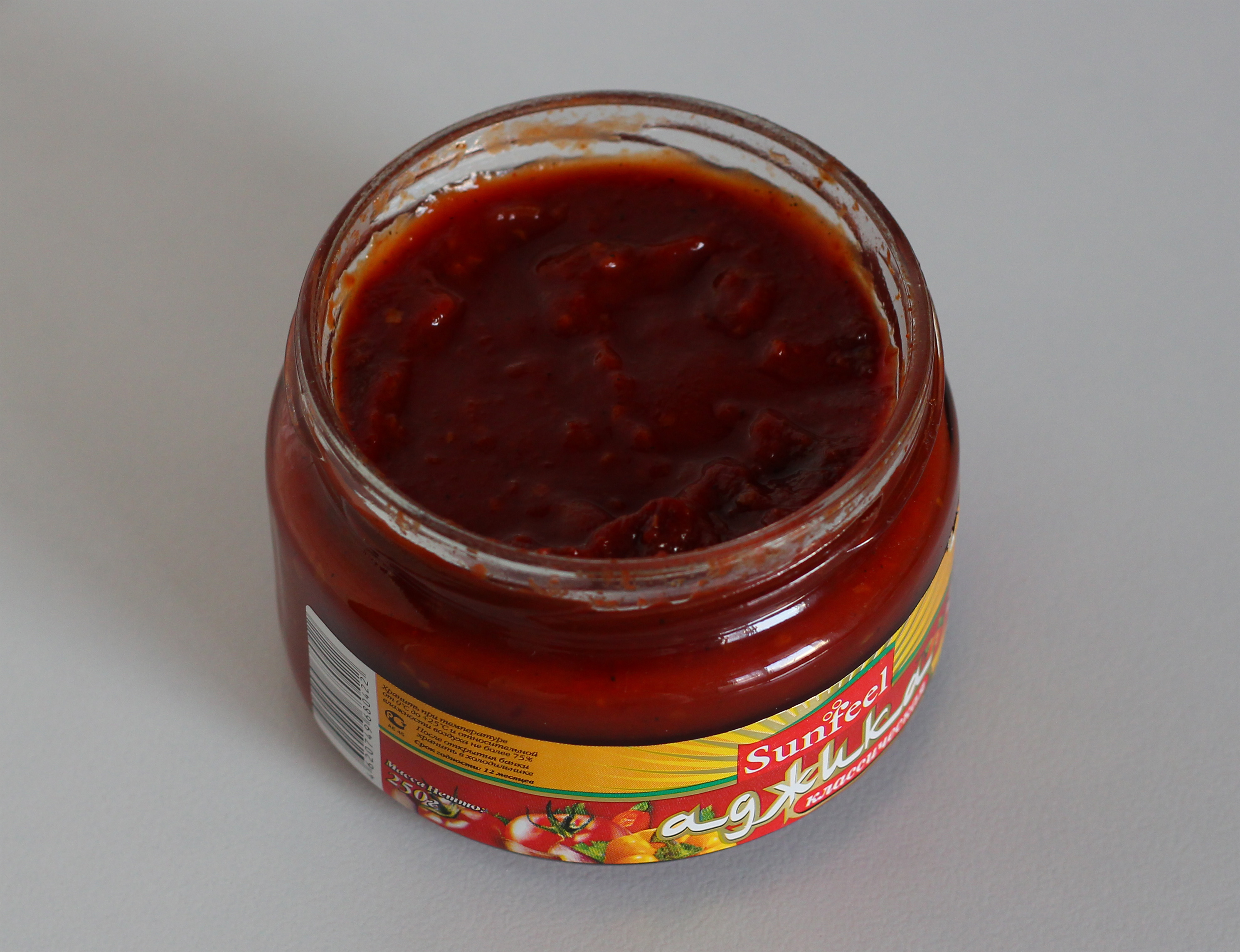
Ajika

المطبخ الأبخازي هو مطبخ الأبخاز، والذي تشكل على مر القرون تحت التأثير المباشر للظروف الاجتماعية والاقتصادية الطبيعية.

## الأطباق والمنتجات الوطنية
أدى الاحتلال السائد لأبخازيا - إلى الاعتماد على الزراعة بالاشتراك مع تربية الحيوانات - بشكل كبير في النظام الغذائي، كالحبوب (الدخن والذرة) ومنتجات الألبان. جعلت الظروف المواتية لنمو العنب والجوز والبطيخ ومختلف الخضروات والفواكه من هذه المنتجات النباتية أحد المكونات التقليدية للمطبخ الأبخازي.
كتب الخبير القوقازي Е. М. Шиллинг писал.: «إن طعام الأبخاز، بالمقارنة مع طعام شعوب شمال القوقاز، له طابع مختلف قليلاً. فهو يحتوي على المزيد من اللحوم، وأيضًا الزيوت ومنتجات أخرى؛ أما هنا (بين الأبخاز) فتكثر الفواكه والتوت والمكسرات والنبيذ ومنتجات الألبان. وتتميز الأطباق المليئة بالفلفل بأنها حادة بشكل غير عادي».
تشمل المنتجات النباتية الفاصوليا، الكرنب، البنجر، الملفوف، الأعشاب والنباتات البرية (نبات القراص، شيريتسا، البقدونس البري، الثوم البري، الرجلة، السساباريلا، إلخ). كستناء، جوز، بصل أخضر، ثوم، ثوم بري، خيار، كراث، فجل ولفت. من الممارسات الشائعة صنع المخللات من الخيار والطماطم والكحلبي، إلخ.
لا تستخدم الأسماك على نطاق واسع في المطبخ الأبخازي. لحوم الخيول ولحم الخنزير والمحار والفطر وجراد البحر والأطباق السائلة الساخنة أيضًا غائبة عمليًا في النظام الغذائي للأبخاز.

### أطباق الدقيق
هناك مفهومان رئيسيان في المطبخ الأبخازي - أجوخو (طعام دقيق) وأسيفا (كل ما يستخدم معها).
طبق الدقيق الرئيسي هو الهوميني، وهو مصنوع حاليًا من دقيق الذرة (سابقًا من الدخن). من ذلك أيضًا يصنع خبز مفرود الذي يمكن أن يملأ بالجبن والجوز والعسل.
يعتبر دقيق القمح أقل استخدامًا من دقيق الذرة في المطبخ الأبخازي. ويستخدم دقيق القمح في صنع فطيرة الجبن (أكاشيف) والفطائر وعدد من الأطباق الأخرى، بما في ذلك الحلويات الشرقية المستعارة.

### أطباق الألبان
تلعب منتجات الألبان أيضًا دورًا أساسيًا في المطبخ الأبخازي. يستهلكون بشكل أساسي حليب الماعز أو البقر أو الجاموس، والمشروبات المصنوعة من الحليب مع العسل، والحليب مع الماء. يصنع عدة أنواع من الجبن من الحليب مثل (سولوجوني) وأيضا (القشدة)

### أطباق اللحوم والأسماك
من بين أطباق اللحوم، تحتل أطباق الدواجن المكانة الرئيسية، خاصة من الدجاج: المقلي والدجاج المسلوق، أقل شيوعًا هو الديك الرومي، ونادرًا ما يكون البط والإوز. بين الثدييات، تعتبر أطباق الماعز، ولحم الضأن، ولحم البقر، وعدد أقل من لحم الخنزير شائعة. غالبًا ما يتم تحضير اللحم المسلوق.

### الصلصات والتوابل
adjika له أهمية كبيرة في المطبخ الأبخازي، وخاصة مع السلطة، وتستخدم مع اللحوم ومنتجات الألبان، البطيخ، وهو أساس إعداد عدد من الصلصات الحارة الأخرى - الفواكه والتوت من الخوخ، البربيري، العليق، الرمان، العنب الأخضر، الطماطم، إلخ، من الجوز (يتم تقديم هذه الصلصات لأطباق اللحوم). بالنسبة لأطباق الألبان والدقيق، يتم صنع صلصة من اللبن الحامض.
تقريبًا أي طبق من المطبخ الأبخازي يكون مليء بالتوابل (أهمها الكزبرة، المالح، الريحان، النعناع، الشبت، البقدونس، إلخ)، وهذه واحدة من السمات المميزة للمطبخ الأبخازي الوطني. ميزة أخرى هي التوزيع الواسع للجوز، والتي هي جزء من العديد من الأطباق